# NGC 7409
NGC 7409 est une galaxie lenticulaire barrée située dans la constellation de Pégase. Cette galaxie a été découverte par l'astronome allemand Albert Marth en 1863. Sa vitesse par rapport au fond diffus cosmologique est de 6 333 ± 47 km/s, ce qui correspond à une distance de Hubble de 93,4 ± 6,6 Mpc (∼305 millions d'al).

## Groupe WBL691
En se basant sur un catalogue de 732 groupes de galaxies rapprochés et pauvres en membres publié en mai 1999 par Richard A. White, Mark Bliton, Suketu P. Bhavsar, Patricia Bornmann, Jack O. Burns, Michael J. Ledlow et Christen Loken, la base de données NASA/IPAC indique que NGC 7409 fait partie du groupe WBL691. Selon ce catalogue, ce groupe de galaxies comprend quatre membres, mais malheureusement ceux-ci ne sont pas identifiés.